# Cerkiew Opieki Matki Bożej w Mołodecznie
Cerkiew Opieki Matki Bożej – prawosławna cerkiew parafialna w Mołodecznie, w dekanacie mołodeczańskim eparchii mołodeczańskiej Egzarchatu Białoruskiego Patriarchatu Moskiewskiego.
Cerkiew znajduje się na Placu Staromiejskim (Rynku). Przy świątyni mieści się siedziba dekanatu.
Budowla murowana, wzniesiona w latach 1867–1871 w stylu eklektycznym.

## Galeria

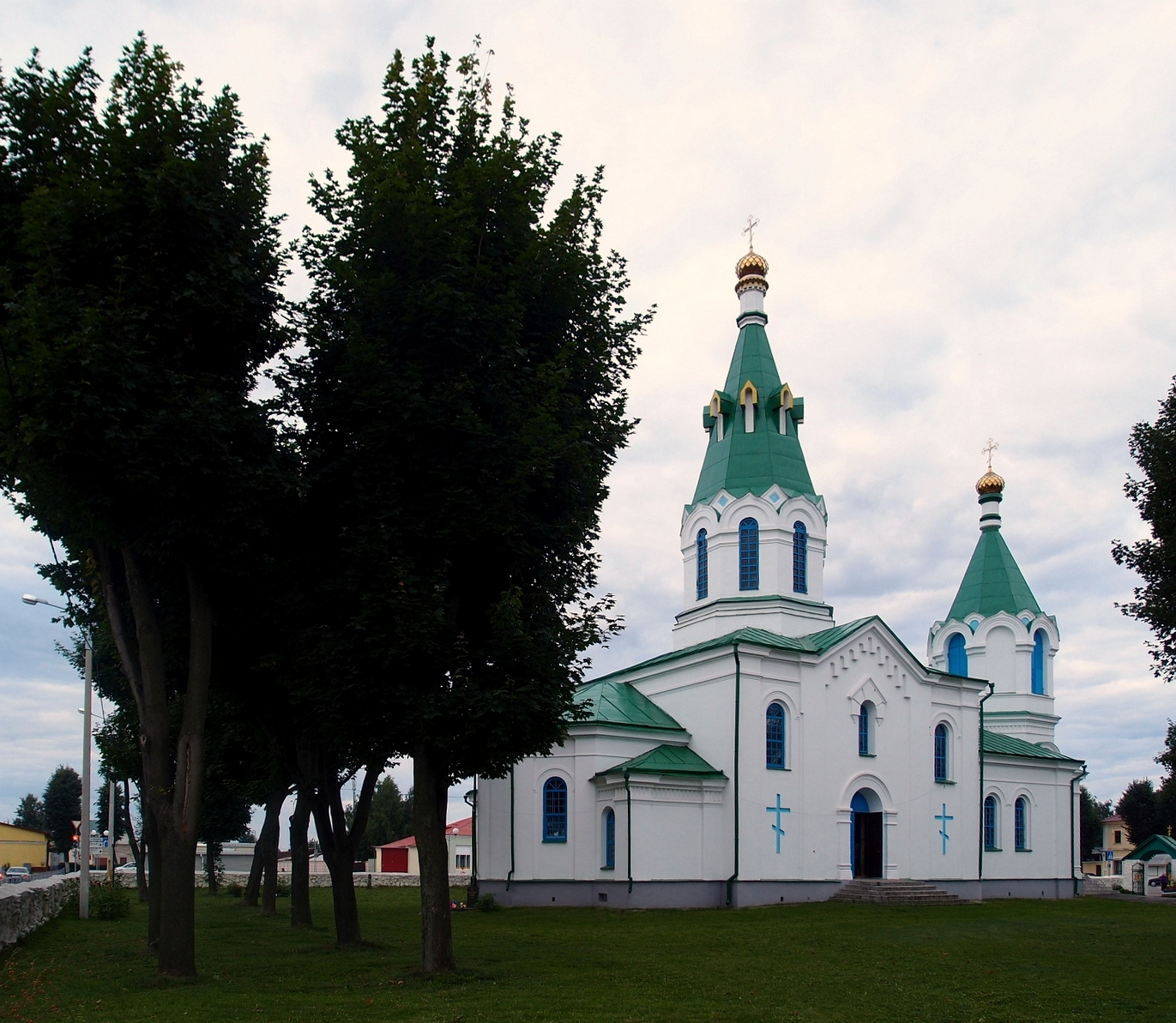
Widok od północnego wschodu
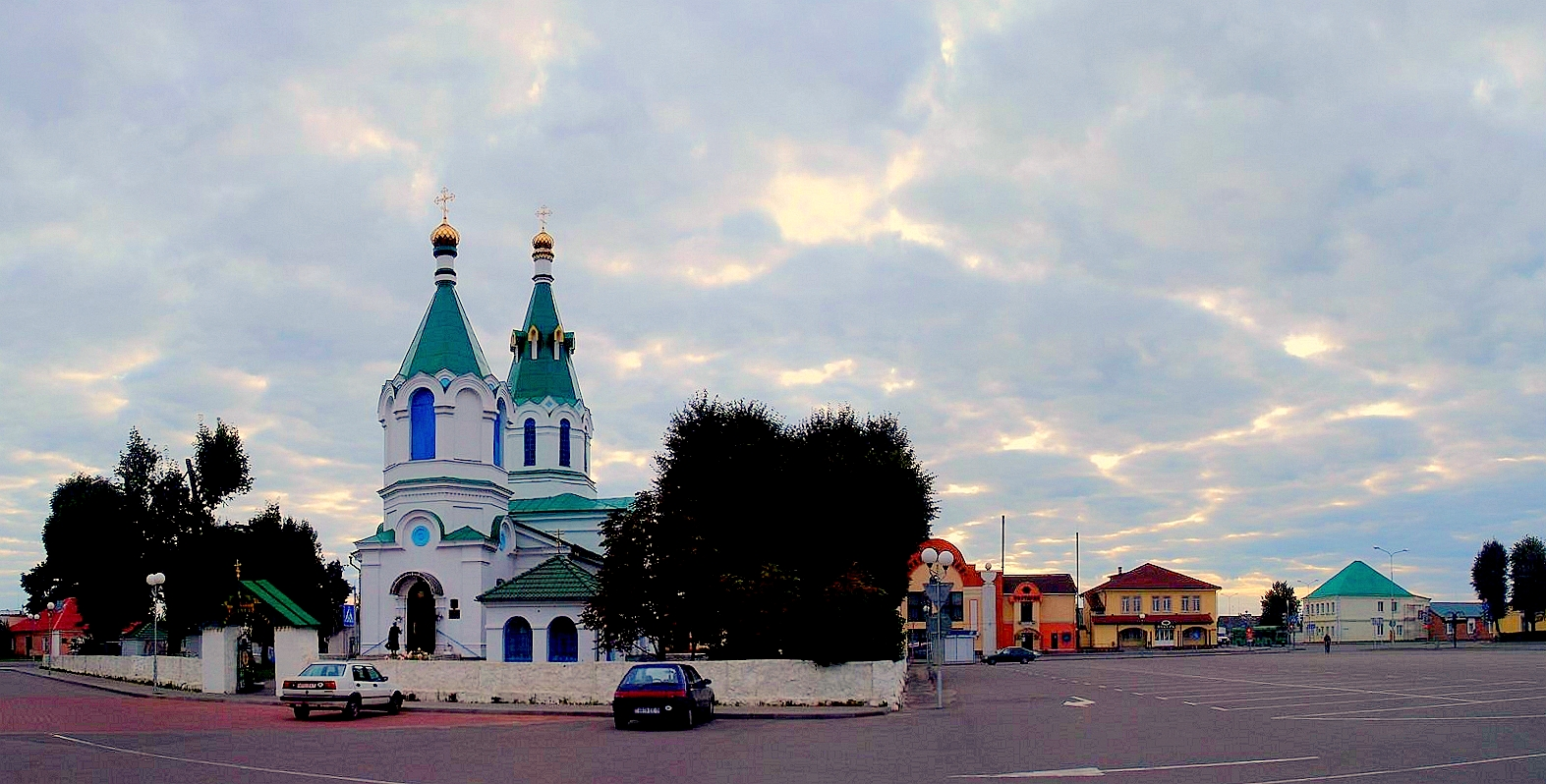
Cerkiew na tle zabudowy Rynku